# Dècada del 1390 aC

## Esdeveniments
- Vers 1399 aC Abdiashirtu governa a Amurru
- Vers 1395/1390 aC, Arnuwandas I succeeix al seu sogre Tudhalias II com a rei hitita.
- Vers 1395/1390 aC, mort de Shuttarna II de Mitanni. El succeeix el seu fill Artashshumara o Artashumara (Artaššumara, Ar-ta-aš-šu-ma-ra). Va tenir un regnat curt, i al cap de poc temps fou assassinat per un tal Ud-hi o Uthi, un general o un cortesà; es suposa que aquest Uthi volia regnar en nom d'un rei menor d'edat i que per això va proclamar al germà petit de l'assassinat Tushratta. Assíria trencarà aviat vincles amb Mitanni.
- Assíria: fi del regnat d'Aixurbelnixeixu (1407–1399 aC). Segueixen els regnats del seu fill Aixurrimnixeixu (1398–1391 aC) i del fill d'aquest Aixurnadinahhe II (1390–1381 aC)